# Palmdale (Kalifornie)
Palmdale je město v okrese Los Angeles ve státě Kalifornie ve Spojených státech amerických.
V roce 2010 zde žilo 152 750 obyvatel. S celkovou rozlohou 275,099 km² byla hustota zalidnění 560 obyvatel na km².